# De Palma Manufacturing Company
De Palma Manufacturing Company war ein US-amerikanischer Hersteller von Flugmotoren und Automobilen.

## Vorgeschichte
Der Rennfahrer Ralph DePalma hatte bereits 1905 in New York City zwei Fahrzeuge nach Kundenbestellungen hergestellt. Sie wurden De Palma genannt.
1911 kündigte er an, dass er ein Unternehmen gründen wolle, um Tourenwagen und Roadster nach Aufträgen herzustellen. Daraus wurde jedoch nichts. Möglicherweise entstand ein Fahrzeug.

## Unternehmensgeschichte
1916 gründete er zusammen mit Frank P. Book das Unternehmen in Detroit in Michigan. Frank Book wurde Präsident, DePalma Vizepräsident und H. V. Book Sekretär und Schatzmeister. Nun entstanden Flugmotoren und Rennwagen. 1917 verließ DePalma das Unternehmen. Danach verliert sich die Spur des Unternehmens.

## Fahrzeuge
Neben Rennwagen wurde damit geworben, dass Speedster nach Kundenwünschen angefertigt würden. Wahrscheinlich entstanden weniger als zehn Personenkraftwagen.